# Myrmecia potteri
Myrmecia potteri är en myrart som först beskrevs av Clark 1951.  Myrmecia potteri ingår i släktet bulldoggsmyror, och familjen myror. Inga underarter finns listade i Catalogue of Life.